# Петруччи, Пьер Маттео
Пьер Маттео Петруччи (итал. Pier Matteo Petrucci; 20 мая 1636, Ези, Папская область — 5 июля 1701, Монтефалько, Папская область) — итальянский куриальный кардинал, ораторианец и доктор обоих прав. Епископ Ези с 14 апреля 1681 по 21 января 1691. Камерленго Священной Коллегии кардиналов с 7 декабря 1693 по 14 января 1695. Кардинал-священник со 2 сентября 1686, с титулом церкви Сан-Марчелло с 9 июня 1687 по 5 июля 1701.